# اس‌اس نرهاک
اس‌اس نرهاک (به انگلیسی: SS Norhauk) یک کشتی بود که طول آن ۴۰۱ فوت ۴ اینچ (۱۲۲٫۳۳ متر) بود. این کشتی در سال ۱۹۱۹ ساخته شد.